# Doornhaaiachtigen
De doornhaaiachtigen  (Squaliformes) vormen een orde van haaien. Veel soorten komen diep in zee voor.

## Eigenschappen
De kenmerkende eigenschappen van doornhaaiachtigen zijn:
- twee dorsale vinnen
- geen aarsvin
- vijf kieuwspleten
- bek aan buikzijde
- korte snuit
- niet zaagvormig

## Taxonomie
Tot de orde van doornhaaiachtigen behoren de volgende families:
- Orde: Squaliformes (Doornhaaiachtigen)
  - Familie: Centrophoridae (Zwelghaaien en snavelhaaien) (Bleeker, 1859)
  - Familie: Dalatiidae (Valse doornhaaien) ((Gray, 1851))
  - Familie: Etmopteridae (Lantaarnhaaien) (Fowler, 1934)
  - Familie: Oxynotidae (Ruwhaaien) (Gill, 1872)
  - Familie: Somniosidae (Sluimer- of ijshaaien) (Jordan, 1888)
  -  Familie: Squalidae (Doornhaaien)